# 许昌体育会展中心
许昌体育会展中心是集竞赛、训练、健身、演出、会展、奥林匹克文化交流于一体的城市体育文化综合体，可承办国家级单项赛事和省级综合性运动会，位于许昌市新元大道与魏武大道交叉口东北角，占地506亩，包含“一场三馆一中心”，总建筑面积173794平米，总投资23.93亿元。

## 简介
中心由中建七局负责投资建设，广州珠江文体负责后期运营管理，是中建七局以PPP模式在河南投资的第一个体育场馆项目，也是继许昌职教园区工程之后许昌的第二个PPP项目。
中心包括乙级大型体育场1座、地上3层体育综合体4栋（包含1500座的游泳馆、8000座的体育馆、健身综合馆及运动管理中心各一栋），以及室外运动场地等配套设施。2017年9月8日开工建设。
其中一期（体育场）项目由悉地国际设计顾问有限公司规划设计，中国建筑第七工程局承建，总建筑面积5万平米，座席32398个，主体钢结构罩棚为18个桁架单元犹如18个“花瓣”组成，预计2023年12月完工。

## 交通
附近有郑州地铁郑许线体育中心站，2023年12月28日开通。